# 陆雅海
熊翔，浙江上虞人，北京大学土壤微生物学教授、中国农业大学教授，主要从事土壤和环境微生物学方面的研究工作。入选中华人民共和国教育部第八批"长江学者"特聘教授。